# Григорович Костянтин Петрович
Костянти́н Петро́вич Григоро́вич (18 вересня 1886 , Миколаїв, Миколаївське військове губернаторство  — 15 квітня 1939 , Москва ) — інженер-металург, засновник школи електрометалургії, професор (1921), доктор технічних наук (1934), організатор виробництва, нагороджений орденом Леніна.

## Життєпис
Випускник Олександрівської чоловічої гімназії Миколаєва. У 1913 році закінчив Петербурзький політехнічний інститут.
З 1913 працював інженером Путилівського заводу в Санкт-Петербурзі, на підмосковному заводі «Електросталь» в місті Електросталь. З 1920 року — завідувач кафедри електрометалургії Московської гірничої академії (Інститут сталі і сплавів), з 1931 року — технічний директор тресту «Спецсталь».
19 вересня 1938 був заарештований зі звинуваченнями в участі в контрреволюційній терористичній організації. Засуджений до розстрілу. Вирок виконано 15 квітня 1939. Похований на полігоні «Комунарка» в Московській області.
Був реабілітований 22 лютого 1956.